# 九十歳。何がめでたい
『九十歳。何がめでたい』（きゅうじっさい なにがめでたい）は、佐藤愛子の書籍。

## 概要
2016年8月に小学館から刊行。『女性セブン』（同社）に連載されたエッセイに加筆修正を加えたもの。自身の身体の故障、時代の進歩、悩める若い人たちについて述べている。
日本出版販売、トーハン、大阪屋栗田で2017年上半期ベストセラーランキングの総合第1位。
2017年11月7日、発行部数が100万部となる。
2017年オリコン年間本ランキング総合部門で1位。
2018年、全国7都市で朗読劇が上演される。
2021年8月、小学館文庫で刊行される。
2024年に実写映画版が公開された。

## 朗読劇
2018年11月から12月にかけて、全国7都市で上演された。

### 公演日程（朗読劇）
- 2018年11月30日 - 12月1日：明治座（東京）[5]
- 2018年12月2日：富山県民会館（富山）[5]
- 2018年12月13日：グランシップ 中ホール・大地（静岡）[5]
- 2018年12月17日：新歌舞伎座（大阪）[5]
- 2018年12月20日：ホクト文化ホール（長野）[5]
- 2018年12月22日：刈谷市総合文化センター 大ホール（愛知）[5]
- 2018年12月24日：やまぎんホール（山形県県民会館）（山形）[5]

### キャスト（朗読劇）
- 佐藤愛子 - 三田佳子[5]
- 井上順[5]
- 石野真子[5]
- 高田翔（ジャニーズJr.）[5]

### スタッフ（朗読劇）
- 原作：佐藤愛子『九十歳。何がめでたい』（小学館）[5]
- 演出：石井ふく子[5]
- 上演台本：黒土三男[5]
- 音楽：藤原道山[5]
- 主催 - フジテレビジョン、明治座[5]
- 制作協力 - 邑[5]
- 製作 - 明治座[5]

## 実写映画
2024年6月21日に公開された。監督は前田哲、主演は草笛光子。

### キャスト（実写映画）
- 佐藤愛子：草笛光子[7]
- 吉川真也：唐沢寿明[10]
- 杉山桃子：藤間爽子[10]
- 水野秀一郎：片岡千之助[11]
- 吉川美優：中島瑠菜[10]
- テレビの修理業者：オダギリジョー[9][12]
- 海藤ヨシコ：清水ミチコ[9][12]
- 美容師：LiLiCo[9][12]
- 倉田拓也：宮野真守[11]
- 総合病院の窓口女性：石田ひかり[9][12]
- タクシー運転手：三谷幸喜[9][12]
- 杉山響子：真矢ミキ[10]
- 吉川麻里子：木村多江[10]

### スタッフ（実写映画）
- 原作：佐藤愛子『九十歳。何がめでたい』『九十八歳。戦いやまず日は暮れず』（小学館刊）[7]
- 監督：前田哲[7]
- 脚本：大島里美
- 音楽：富貴晴美
- 主題歌：木村カエラ「チーズ」（ELA / Victor Entertainment）[9]
- 企画・プロデュース：岡田有正[7]
- 企画：古賀誠一、石塚慶生
- プロデューサー：近藤あゆみ、山田大作
- 撮影：山本英夫（J.S.C.）
- 照明：小野晃
- 録音：加藤大和
- 美術：安藤真人
- 装飾：松田光畝
- 衣裳：立花文乃、市原みちよ（草笛光子）
- ヘアメイク：宮内三千代、中田マリ子（草笛光子）
- 音楽プロデューサー：溝口大悟、笹原綾
- 編集：早野亮
- サウンドエフェクト：小島彩（J.S.A.）
- スクリプター：杉本友美
- 視覚効果：豊直康
- 助監督：久保朝洋
- 制作担当：田島啓次
- 配給：松竹
- 制作プロダクション：スタジオブルー
- 製作幹事：TBSテレビ
- 製作：2024映画「九十歳。何がめでたい」製作委員会（TBSテレビ、松竹、小学館、毎日放送、CBCテレビ、TBSラジオ、RKB毎日放送、スタジオブルー、文藝春秋、読売新聞東京本社、HBC北海道放送、TCエンタテインメント）